# Karam Sar
Karam Sar – wieś w Pakistanie, w prowincji Pendżab. W 2017 roku liczyła 4535 mieszkańców.